# Tolna macrosema
Tolna macrosema là một loài bướm đêm trong họ Erebidae.